# Різноманітність (політика)
Різноманітність у соціології та політичних дослідженнях ― це ступінь відмінностей у визначенні особливостей членів визначеної групи, таких як будь-які групові відмінності в расових чи етнічних класифікаціях, віці, статі, релігії, філософії, фізичних здібностях, соціально-економічному походженні, сексуальній орієнтації, гендерній ідентичності, інтелекті, психічному здоров'ї, фізичному здоров'ї, генетичних властивостях, особистості, поведінці або привабливості.
Під час вимірювання людського різноманіття індекс різноманітності ілюструє ймовірність того, що двоє випадково обраних жителів мають різну етнічну приналежність. Якщо всі мешканці з однієї етнічної групи, це за визначенням нуль. Якщо половина з однієї групи, а половина з іншої, це ― 50. Індекс різноманітності не враховує готовність людей співпрацювати з представниками інших етнічних груп.

## Права людини
Конвенція про права осіб з інвалідністю твердить: «поважати різницю та сприймати людей з інвалідністю як людське різноманіття та гуманність» для захисту прав людей з інвалідів.

## Ідеологія
Політичні переконання, які підтримують ідею різноманітності, вважають, що визнання та просування різноманітних культур може сприяти спілкуванню між людьми різного походження та способу життя, що призведе до більших знань, розуміння та мирного співіснування.  Наприклад, «Повага до різноманітності» є одним із шести принципів Глобальної хартії зелених, маніфесту, підписаного партіями зелених з усього світу. На відміну від різноманітності, деякі політичні переконання сприяють культурній асиміляції як процесу, що веде до цих цілей.

### В американській моделі освіти
Різноманітності в цьому сенсі поширюється на американську академію, де в спробі створити «різноманітний студентський колектив», як правило, підтримується набір студентів із історично виключених груп населення, таких як студенти афроамериканського або латиноамериканського походження, а також жінки в таких історично недостатньо представлених галузях, як науки.

## Бізнес і робочі місця
Корпорації беруть на себе зобов'язання щодо різноманітності свого персоналу як з причини позиціонування бренду, так і з точки зору конкурентних переваг, але прогрес йде повільно.